# Mantra

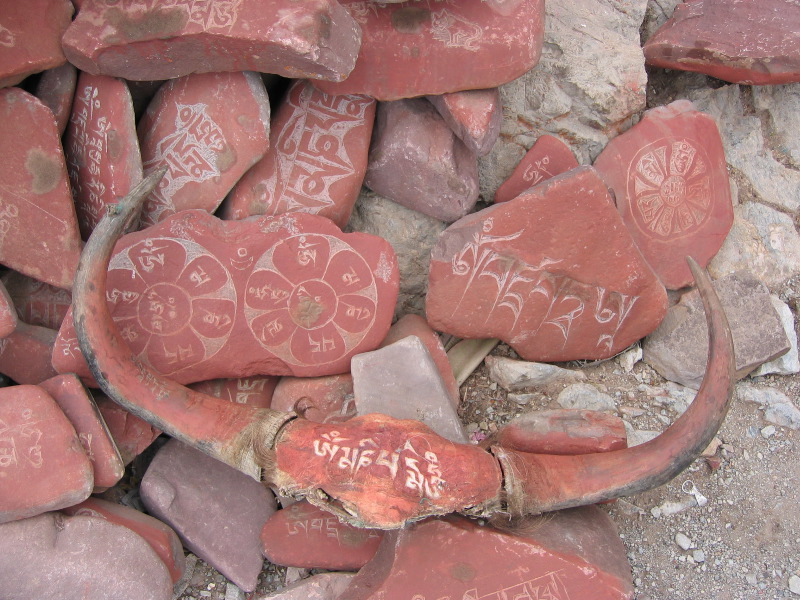
V Tibetu mnoho buddhistů ryje mantry do kamene jako způsob meditace

Mantrou (v sanskrtu मन्त्र, od kořene man- myslet, a přípony –tra, označující nástroj, v čínštině se užívá slovo čen-jen, v pinyinu zhenyan, 眞言, doslova „pravdivá slova“, v japonštině se užívá výraz šingon, odvozený z čínského termínu) se nazývá metrická část védského hymnu, která se jmenuje rig, jadžus nebo sáman, v rozsahu od několika slabik až po několik vět. Ve východních náboženstvích, jako je hinduismus či buddhismus, slouží k opakovanému recitování nebo k meditaci (opakování v mysli). Většinou se jedná o sled slabik, které nesou nějaký význam daný konkrétním náboženstvím, ale také jde o jejich zvukovou hodnotu a podpoření přirozené schopnosti mysli zklidnit se a soustředit se na zvukovou vibraci. Účelem většiny manter je dosáhnout vysvobození (mókšy). Oslavné a povznášející mantry se většinou recitují nahlas.

## Mantra v hinduismu
V hinduismu existuje přesvědčení o totožnosti jména a toho, co je tím jménem označeno, proto opakování jména něčeho zpřítomňuje to označované – „neomezená účinnost manter vyplývá z toho, že jsou (nebo se alespoň správným přednesem mohou stát) 'předměty', které představují“. Už v nejstarších indických spisech (Jadžurvéda) se objevuje mantra óm (psána většinou a-u-m), která je ztotožňována se všemi velkými bohy. Dlouhou dobu se mantry netěšily takové popularitě jako dnes a byly používány pouze při rituálech. Ovšem změna byť jediného písmene v mantře by způsobila smrt toho, kdo ji pronáší. Impulzem k nárůstu popularity manter bylo rozšíření tantrismu (od zač. letopočtu), který poukazoval na to, že pomocí mantry lze dosáhnout spásy (která se nazývá mókša).
Mantry jsou v zásadě původně hymny Véd, později byly bráhmany sestaveny skupiny výroků z těchto hymnů doprovázející mnoho druhů složitých védských obětí souvisejících vždy s udržováním chodu světa skrze oběť a nebo s obřady plnění přání obětníka silou oběti, je-li v souladu s dharmou, pravidly védského vidění řádu světa.
Mantry jsou mocné prostředky osvobození a meditace, opakování jmen bohů, nebo jmen Božích (Nárájany, Šivy, Ganapatiho, Súrji, Déví) v ágama a nigama, dílech klasického hinduismu. Mantry také sloužily k neutralizaci kouzel a léčení nemocí (Atharvavéda).
Většina hinduistických manter jsou úryvky z různých posvátných textů (většinou Védy nebo Upanišady). Některé vyloženě tantrické mantry ale nemusí dávat vůbec žádný smysl: hrím, hrám, hrúm, phat atd. (tzv. bídža, neboli semenné mantry) – je zde hlavní zvuková hodnota. Dokonce existují i názory, podle kterých je mantra účinná i když ten, kdo ji opakuje, vůbec neví, co znamená. Účelem většiny manter je dosáhnout vysvobození (mókšy) – „Pronášením mantry, která vyjadřuje absolutního Boha, povznese adepta k ztotožnění se s ním, čímž se jeho vědomí stane samotnou mantrou.“ Mimoto často slouží i k získání zdraví, odvrácení nepřátel apod. Podmínkou úspěchu je jen zopakovat mantru dostatečněkrát (většinou v řádu desetitisíců).
Mantra se osvojuje pěti způsoby, podle nichž se nazývá:
1. Likhit – psaná.
2. Vaikharí – mluvená.
3. Upánšu – šeptaná.
4. Mánasa – vyslovovaná v duchu.
5. Adžapa – nepřetržitě vnitřně opakovaná.

Existují různé formy manter:
1. Bhadžan (duchovní píseň).
2. Kírtan (opakování božího jména ve zpívané podobě).
3. Modlitba.
4. Posvátná mantra.
5. Spirituální guru mantra.
6. Bídža mantra.

V esoterních směrech tantrismu a jógy se mantra nejdříve musí „probudit“. Mantra zde používaná většinou neměla žádný smysl, ale v meditaci se mohl její význam vyjevit. Tím se probudila a ten, kdo toho dosáhl získal moc mantry (mantra siddhi).
Systém čtyř prazvuků, pará, kořenné a nerozlišitelné, šabdabrahman, pašjantí, daleko vidící, samohlásky jako příčiny světa, madhjamá, souhlásky a tattvy, ideje a elementy seřazené do pětic skupin (varga), jako kalá, tanmátra a bhúta (elementy), jakož vnější zvuky a projevená logika mysli (vaikharí, v prostoru se šířící, vi-khara), pochází z filosofie génia grammatiky 4. až 5. století Bhartrhariho. Zároveň je to výstup hadí síly od nerozlišitelného zvuku anáhatanáda ke zvuku pojmů a manter, naopak vesmírná energie Brahmanu (paramášakti) sestupuje do člověka od temene hlavy po konec páteře a tak vnáší logiku nadvědomí (buddhismus: pradžňápáramitá a bódhi) nebo milost Brahmanu (Šivy, Višnua…) do člověka. Znakem je šesticípá hvězda (jantra) sjednocení v lotosu srdce anáhata.
Mantry jsou buď prostředkem magie a kouzel, podporou meditace a poznání, léčitelem v ájurvédě nebo povozem (mantrájána) k osvobození jako bídža (semenná slabika) aum a statisíce dalších.
Mantréšvarové jsou vládci manter a jejich významu.
Zvláštní podobou manter je dháraní – dosl. „nositelka“ (tento termín se ale většinou používá dost volně, takže může také splývat s termínem „mantra“). Jedná se o krátké formule magického vědění, které se skládají ze slabik se symbolickým významem. Mohou představovat jak jádro určité nauky, tak určitý stav vědomí, který se opakováním dháraní znovu navozuje. Všeobecně jsou kratší než mantry.
Hadí síla, Robert Nový, Onyx, Praha.
Čakramy na dráze sušumny I, II, Robert Nový, Onyx. 2001
Cesta sedmi vesmíry, Kamila Ráčková, R. Nový, 1994.

## Mantra v buddhismu
V buddhismu je mantra chápána jako zvuková vibrace, kořenná mantra zvaná bídža a vidjá vztahující se k určitému buddhovi nebo bodhisattvovi. Bídža je zakončena nosovým zvukem M a vidjá H, bídža je mužské a vidjá ženské přirozenosti.
Mantra ukazuje na dokonalé vlastnosti mysli a ten, kdo ji opakuje v meditaci nebo mimo ni (pod podmínkou, že následuje metodu a ústní předání od učitele), postupně dosahuje těchto vlastností. Mnoho manter je tajných a předává je jen láma při iniciaci nebo lungu, proto se většina neuvádí. Nemělo by ani smysl je opakovat před setkání s lámou, protože je potřeba "zasvěcení".
Je chápána také jako ochranný zvuk, který zamezuje tomu, aby se v mysli uchytily negativní dojmy, což by sebou v budoucnu neslo nežádoucí následky.
Užívána je hlavně ve vadžrajáně, která proto bývá nazývána mantrájánou. V té je velmi důležitou součástí meditací.
Opakování manter je možné v duchu i nahlas. U všech a hlavně u očistných manter je výrazné opakování nahlas důležité pro očistu zatemnění mysli praktikujícího. Není však důležité, zda mantry opakujeme rychle či pomalu. Opakování nemá žádnou hranici ani limit, mantry bychom měli říkat až do dosažení osvícení.
Je dobré zapojit do opakování tělo, řeč i mysl. To znamená, že mysl se soustředí na mantru či na jidam, řečí přímo opakujeme mantru, tělo používá málu, protože mysl tolik neutíká od mantry a je si jí lépe vědoma.

### Jednotlivé buddhistické mantry
- óm mani päme hung – Nejznámější buddhistická mantra bódhisattvy soucitu Avalókitéšvary (Čänräzig). Ne náhodou se nazývá mantrou soucitu. Zaměřuje se totiž právě na něj, ale tím je užitečná proti všem rušivým emocím, tedy stavům mysli přinášejícím utrpení (nevědomost, ulpívání, nenávist, pýcha, chtivost, závist a žárlivost). Většinou působí na mysl až po větším počtu opakování (v řádu desetitisíců), ale vždy je důležitá motivace. Jednotlivé slabiky mantry óm mani päme hung působí takto:
  - óm – odstraňuje pýchu a tendenci znovuzrozovat se mezi bohy
  - ma – působí na žárlivost a tendenci znovuzrozovat se mezi polobohy
  - ni – připoutanost, zabraňuje znovuzrozování mezi lidmi
  - pä – odstraňuje nevědomost a nebezpečí zrodit se jako zvíře
  - me – odstraňuje chamtivost a nebezpečí zrodit se v příštím životě jako duch
  - hung – odstraňuje hněv a odvádí nás ze světa paranoie
- karmapa čeno – Tato mantra se odříkává, abychom odstranili utrpení a dosáhli osvícení pro dobro všech bytostí. V překladu znamená "sílo všech buddhů, pracuj skrze nás". Karmapa je láma a láma je buddhou. Když se tedy obracíme ke Karmapovi, obracíme se i k buddhům. Protože Karmapa zná všechny potřeby bytostí, můžeme díky síle svého soucitu a síle osvícené mysli splnit naše přání, když vyslovíme jeho mantru. Předal ji 8. Karmapa Mikjö Dordže a výjimečně není v sanskrtu, nýbrž v tibetštině.
- tédžata óm gaté gaté parágaté parásamgaté bódhi sóha – mantra dokazující možnost vystoupení z kola samsáry.
- óm ami déva hrí – Mantra se vyslovuje jako om ami deva šrí a je mantrou buddhy Amitábhy. Používá se při praxi Phowy a často se opakuje při umírání bytostí.